# 费立纬
费立纬（2003年3月12日—），中国男子游泳运动员，主攻中长距离自由泳，2022年亚洲运动会男子1500米自由泳金牌得主、男子800米自由泳和男子4×200米自由泳接力银牌得主。